# Saint-Gonnery
Saint-Gonnery [sɛ̃.gɔnʁi] est une commune française, située dans le département du Morbihan en région Bretagne.

## Géographie

### Localisation
| Croixanvec   | Hémonstoir Côtes-d'Armor | Loudéac Côtes-d'Armor      |
|              | Saint-Gonnery            |                            |
| Saint-Gérand | Gueltas                  | Saint-Maudan Côtes-d'Armor |

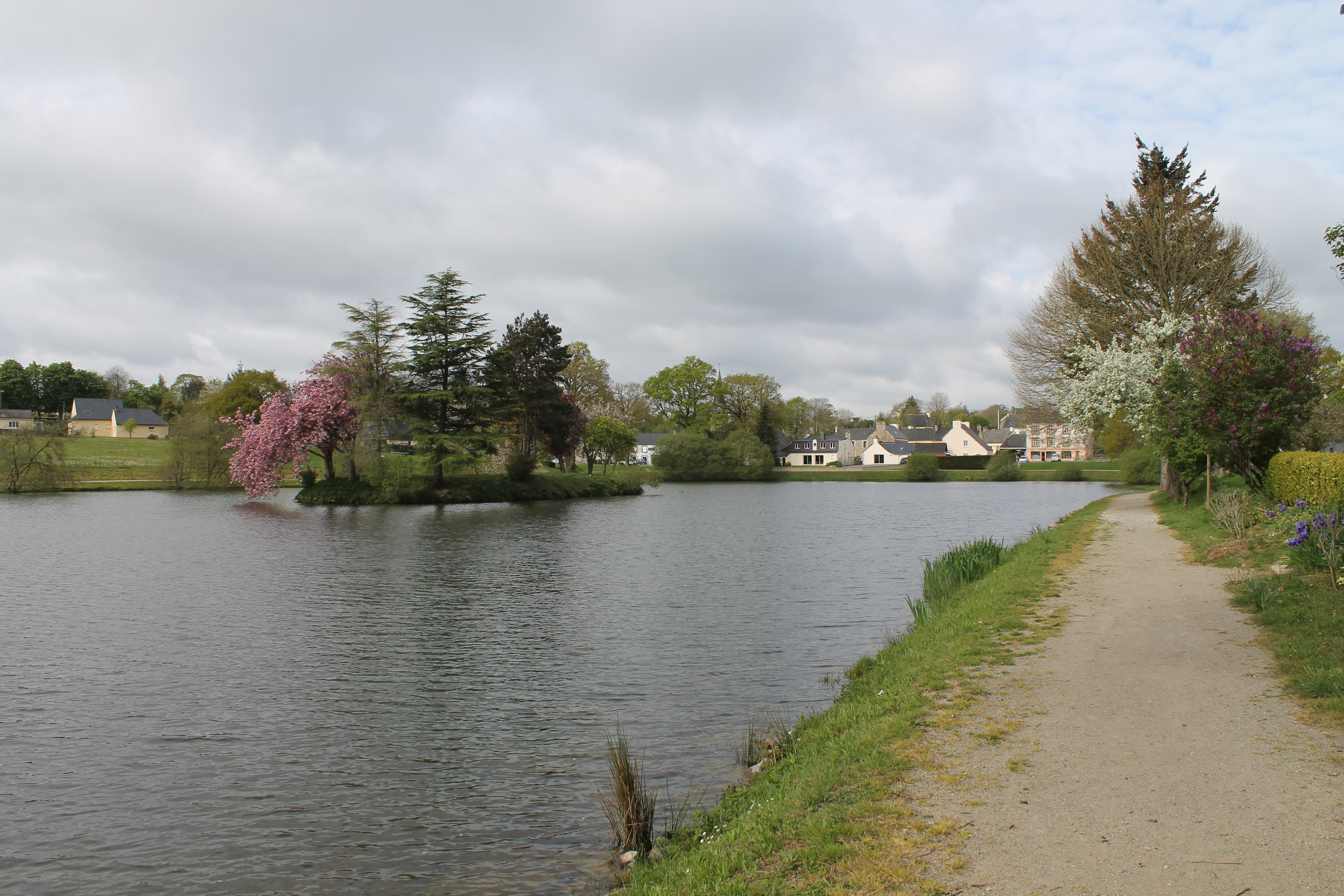
Étang du bourg.

Le territoire de la commune de Saint-Gonnery est situé à la limite nord du département du Morbihan, à la lisière sud du département des Côtes-d’Armor.
Entourée par les communes de Gueltas, Hémonstoir et Saint-Gérand, Saint-Gonnery est située à 43 km au sud-ouest de Saint-Brieuc (Côtes-d’Armor), la plus grande ville aux alentours. Loudéac (Côtes-d’Armor) est à moins de 10 km au nord-est.
La localité se trouve à une quinzaine de kilomètres au nord-est de Pontivy (Morbihan).
Elle est accessible par la route départementale D 768.
La commune s'étend sur 16,3 km2.
L'Oust, principal cours d'eau, traverse le territoire communal de Saint-Gonnery.

### Paysage et relief
La rigole d'Hilvern, aujourd'hui asséchée et aménagée en voie verte, serpente à travers la commune en épousant les courbes des lignes de niveau. Elle y rejoint le canal de Nantes à Brest. Une échelle d'écluses permet au canal de franchir l'interfluve entre les bassins du Blavet, à l'ouest, et de l'Oust, à l'est.
| - Carte topographique de la commune de Saint-Gonnery. |

### Hydrographie
Pour un article plus général, voir Réseau hydrographique du Morbihan.
La commune est située dans le bassin Loire-Bretagne. Elle est drainée par le canal de Nantes à Brest, l'Oust, la rigole d'Hilvern, le ruisseau du Resto, le ruisseau de Ravaguen, le ruisseau du Clio et divers autres petits cours d'eau,.
Le canal de Nantes à Brest est un canal, chenal et un estuaire et un cours d'eau naturel navigable sur une grande partie de son cours, d'une longueur de 364 km, prend sa source dans la commune de Nort-sur-Erdre et se jette  dans la Loire à Nantes. 
L'Oust, d'une longueur de 145 km, prend sa source dans la commune de La Harmoye et se jette  dans la Vilaine à Rieux, après avoir traversé 46 communes.  Les caractéristiques hydrologiques de l'Oust sont données par la station hydrologique située sur la commune de Hémonstoir. Le débit moyen mensuel est de 3,21 m3/s. Le débit moyen journalier maximum est de 45,4 m3/s, atteint lors de la crue du 22 janvier 1995. Le débit instantané maximal est quant à lui de 51,7 m3/s, atteint le 1er janvier 2014.
Le Rigole d'Hilvern, d'une longueur de 62 km, prend sa source dans la commune  et se jette  dans l'Oust à Merléac, après avoir traversé huit communes. 

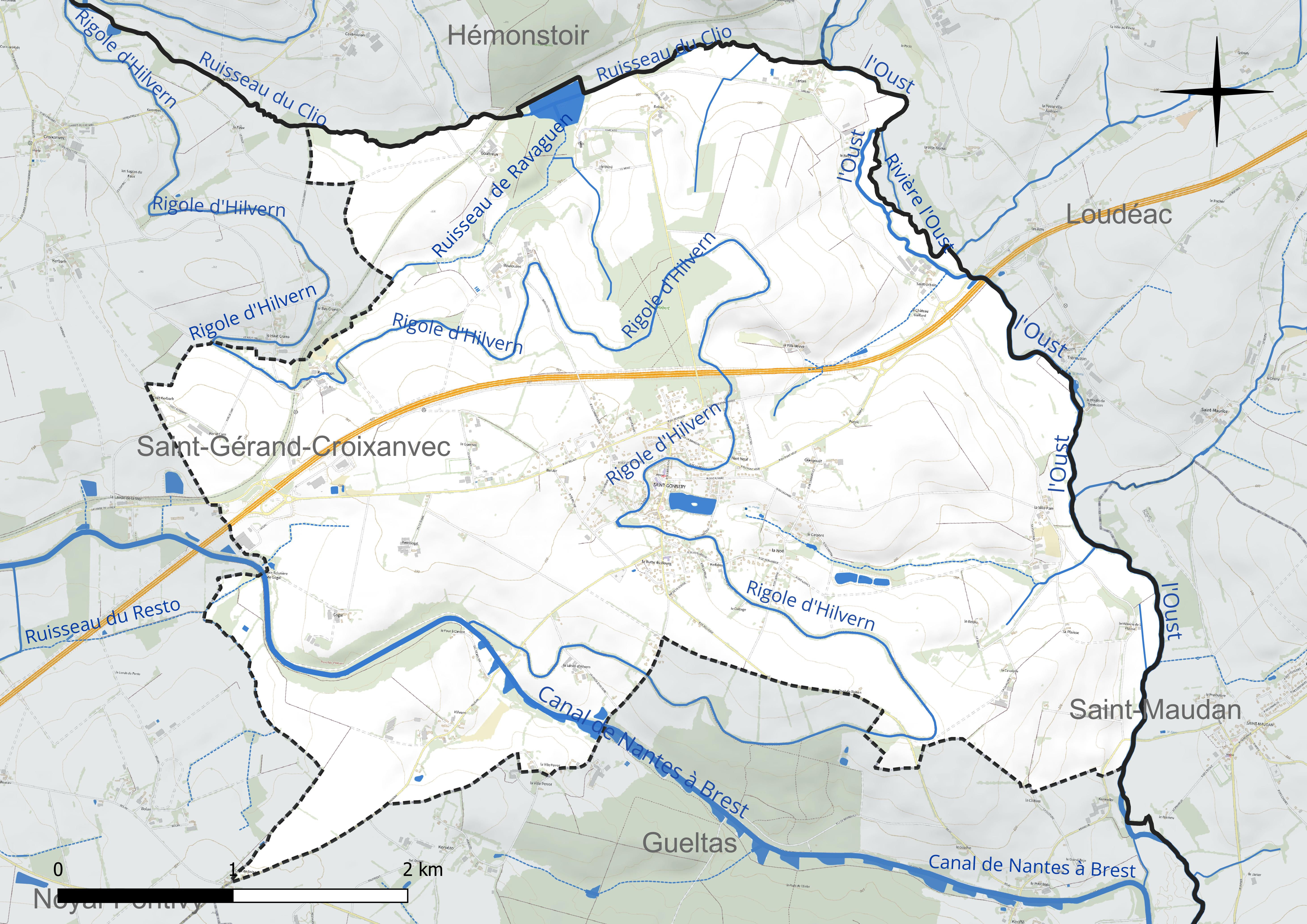
Réseau hydrographique de Saint-Gonnery.

Un plan d'eau complète le réseau hydrographique : l'étang de Carcado (5,05 ha),.

### Climat
Pour des articles plus généraux, voir Climat de la Bretagne et Climat du Morbihan.
En 2010, le climat de la commune est de type climat océanique franc, selon une étude du CNRS s'appuyant sur une série de données couvrant la période 1971-2000. En 2020, Météo-France publie une typologie des climats de la France métropolitaine dans laquelle la commune est exposée à un climat océanique et est dans la région climatique  Finistère nord, caractérisée par une pluviométrie élevée, des températures douces en hiver (6 °C), fraîches en été et des vents forts. Parallèlement l'observatoire de l'environnement en Bretagne publie en 2020 un zonage climatique de la région Bretagne, s'appuyant sur des données de Météo-France de 2009. La commune est, selon ce zonage, dans la zone « Intérieur », exposée à un climat médian, à dominante océanique.
Pour la période 1971-2000, la température annuelle moyenne est de 11,1 °C, avec une amplitude thermique annuelle de 12,1 °C. Le cumul annuel moyen de précipitations est de 906 mm, avec 13,7 jours de précipitations en janvier et 6,7 jours en juillet. Pour la période 1991-2020, la température moyenne annuelle observée sur la station météorologique la plus proche, située sur la commune de Moréac à 23 km à vol d'oiseau, est de 12,0 °C et le cumul annuel moyen de précipitations est de 1 043,7 mm,. Pour l'avenir, les paramètres climatiques de la commune estimés pour 2050 selon différents scénarios d'émission de gaz à effet de serre sont consultables sur un site dédié publié par Météo-France en novembre 2022.

## Urbanisme

### Typologie
Au 1er janvier 2024, Saint-Gonnery est catégorisée bourg rural, selon la nouvelle grille communale de densité à sept niveaux définie par l'Insee en 2022.
Elle est située hors unité urbaine. Par ailleurs la commune fait partie de l'aire d'attraction de Pontivy, dont elle est une commune de la couronne,. Cette aire, qui regroupe 16 communes, est catégorisée dans les aires de moins de 50 000 habitants,.

### Occupation des sols

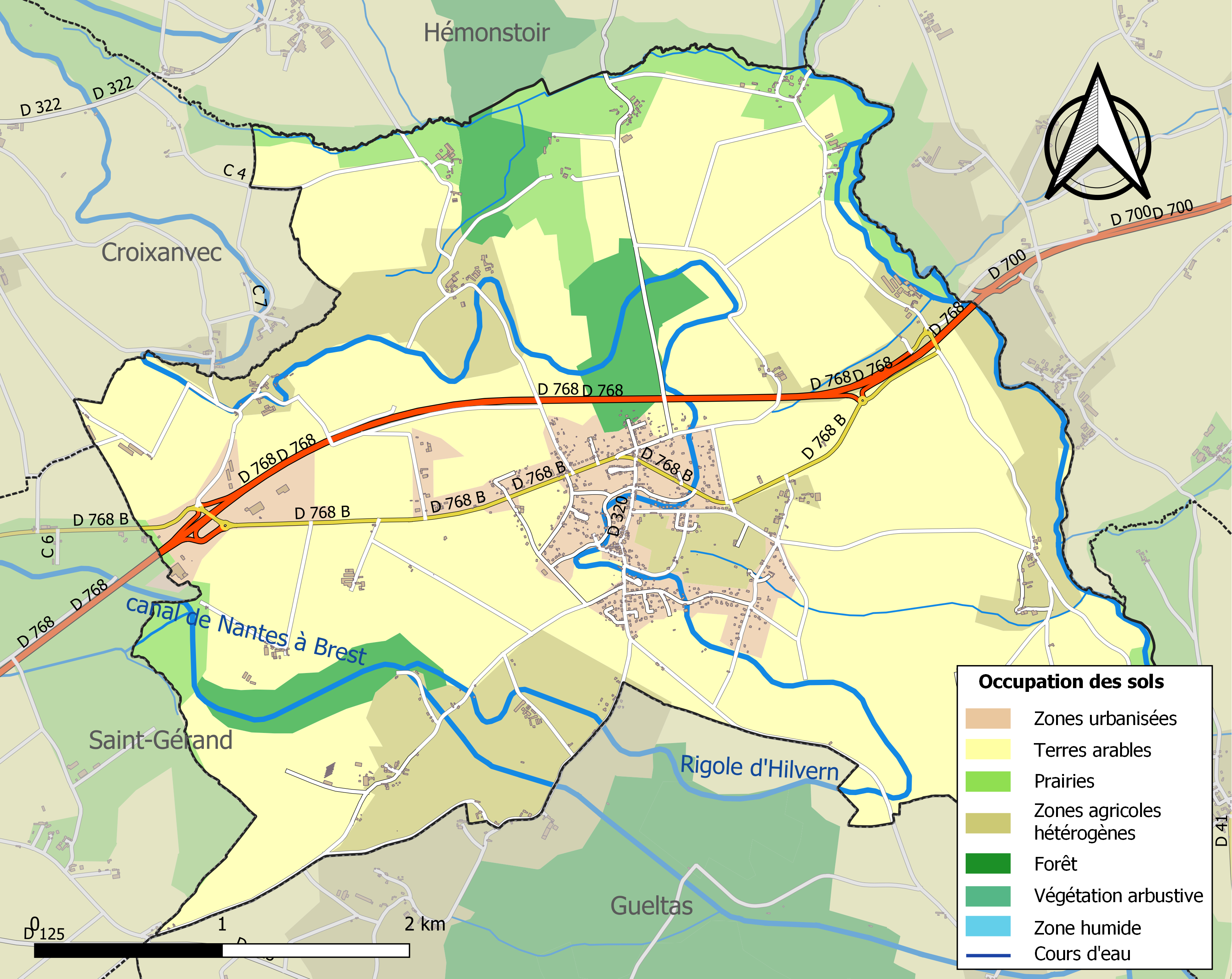
Carte des infrastructures et de l'occupation des sols de la commune en 2018 (CLC).

Le tableau ci-dessous présente l' occupation des sols de la commune en 2018, telle qu'elle ressort de la base de données européenne d’occupation biophysique des sols Corine Land Cover (CLC).
| Type d’occupation                                              | Pourcentage | Superficie (en hectares) |
| -------------------------------------------------------------- | ----------- | ------------------------ |
| Tissu urbain discontinu                                        | 6,1 %       | 101                      |
| Zones industrielles ou commerciales et installations publiques | 1,9 %       | 31                       |
| Terres arables hors périmètres d'irrigation                    | 63,1 %      | 1047                     |
| Prairies et autres surfaces toujours en herbe                  | 7,4 %       | 123                      |
| Systèmes culturaux et parcellaires complexes                   | 15,9 %      | 263                      |
| Forêts de feuillus                                             | 1,8 %       | 30                       |
| Forêts mélangées                                               | 3,9 %       | 64                       |
| Source : Corine Land Cover                                     |             |                          |

## Toponymie
Les orthographes suivantes sont relevées : Sainct Gonnery (1442, 1464, 1536), Sainct Gonery (1477, 1481).
Le nom de la commune en breton est Sant-Goneri. Il dérive de saint Gonnery.
Le nom de la commune en gallo est Saint-Gôneri, prononcé [sɛ̃gunəri] ou [sɛ̃gɔnəri].

## Histoire

### Moyen-Âge
Le village est érigé en  paroisse en 1265.
Selon un aveu de 1471, Saint-Gonnery était, au sein de la Vicomté de Rohan, une des 46 paroisses ou trèves de la seigneurie proprement dite de Rohan.

### Temps modernes
Jean Le Sénéchal, baron de Kercado (terre sise à Saint-Gonnery) trouve la mort à Pavie en 1525, en protégeant le roi François Ier d'un tir d'arquebuse.

### LeXIXesiècle
Le 17 août 1858 Napoléon III et l'impératrice Eugénie de Montijo, après avoir dormi à Napoléonville, quittent le Morbihan pour entrer dans les Côtes-du-Nord. Des paysans des deux départements s'y sont donnés rendez-vous et une réception est organisée.

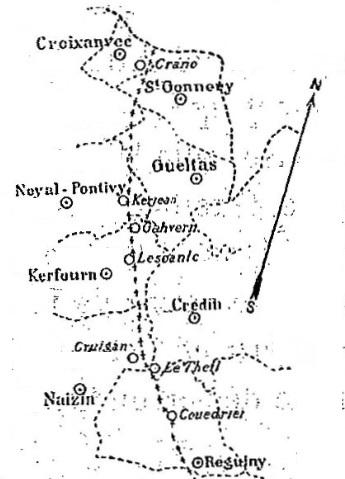
La limite entre les langues bretonne et gallèse (carte de 1886).

La région est traditionnellement à la limite entre les langues française (pays gallo) et bretonne, qui est ainsi décrite en 1886 : Croixanvec est une commune bretonnante et Saint-Gonnery, sauf une petite pointe à l'ouest, est de langue française ; la limite entre les deux langues laisse ensuite en pays français la commune de Gueltas, passe par Kerjean, commune de Noyal-Pontivy, qui parle breton, sauf deux villages à l'est de cette limite. Laissant le bourg de Kerfourn en pays bretonnant, elle passe par Gahvern et Lesoanic, hameaux de cette commune.

## Politique et administration
| Période            | Période  | Identité             | Étiquette | Qualité |
| ------------------ | -------- | -------------------- | --------- | ------- |
| 1789               | 1832     | Maur Menec           |           |         |
| 1832               | 1832     | René Le Masson       |           |         |
| 1832               | 1841     | Jean-Marie Le Claire |           |         |
| 1841               | 1846     | Louis Marie Guillot  |           |         |
| 1846               | 1876     | François Le Masson   |           |         |
| 1876               | 1885     | Pierre Le Brigand    |           |         |
| 1885               | 1896     | J. François Le Deist |           |         |
| 1896               | 1901     | Mathurin Cravin      |           |         |
| 1901               | 1907     | Théophile Le Deist   |           |         |
| 1907               | 1908     | Olivier Le Sage      |           |         |
| 1908               | 1922     | Joseph Daniel        |           |         |
| 1922               | 1925     | Louis Le Vexier      |           |         |
| 1925               | 1935     | Eugène Perreux       |           |         |
| 1935               | 1945     | Jean Le Clere        |           |         |
| 1945               | 1947     | Agne Le Viennesse    |           |         |
| 1947               | 1953     | Joseph Pedro         |           |         |
| 1953               | 1977     | Félix Courtel        |           |         |
| 1977               | 1984     | Michel Kerfanto      |           |         |
| 1984               | 2001     | Claude Viet          |           |         |
| 2001               | 2003     | Norbert Lassalle     |           |         |
| 2003               | 2014     | Pacifique Le Clere   |           |         |
| 2014 Réélu en 2020 | En cours | Claude Viet          |           |         |

## Population et société

### Démographie
L'évolution du nombre d'habitants est connue à travers les recensements de la population effectués dans la commune depuis 1793. Pour les communes de moins de 10 000 habitants, une enquête de recensement portant sur toute la population est réalisée tous les cinq ans, les populations de référence des années intermédiaires étant quant à elles estimées par interpolation ou extrapolation. Pour la commune, le premier recensement exhaustif entrant dans le cadre du nouveau dispositif a été réalisé en 2006.

En 2022, la commune comptait 1 087 habitants, en évolution de −0,09 % par rapport à 2016 (Morbihan : +3,82 %, France hors Mayotte : +2,11 %).
| 1793 | 1800 | 1806 | 1821 | 1831 | 1836 | 1841 | 1846 | 1851 |
| ---- | ---- | ---- | ---- | ---- | ---- | ---- | ---- | ---- |
| 565  | 609  | 536  | 606  | 717  | 718  | 654  | 660  | 620  |

| 1856 | 1861 | 1866 | 1872 | 1876 | 1881 | 1886 | 1891 | 1896 |
| ---- | ---- | ---- | ---- | ---- | ---- | ---- | ---- | ---- |
| 562  | 579  | 601  | 532  | 560  | 617  | 878  | 926  | 893  |

| 1901 | 1906 | 1911 | 1921 | 1926 | 1931 | 1936 | 1946 | 1954 |
| ---- | ---- | ---- | ---- | ---- | ---- | ---- | ---- | ---- |
| 893  | 950  | 907  | 785  | 826  | 811  | 834  | 808  | 763  |

| 1962 | 1968 | 1975 | 1982 | 1990 | 1999 | 2006  | 2011  | 2016  |
| ---- | ---- | ---- | ---- | ---- | ---- | ----- | ----- | ----- |
| 776  | 771  | 791  | 865  | 865  | 943  | 1 018 | 1 084 | 1 088 |

| 2021  | 2022  | - | - | - | - | - | - | - |
| ----- | ----- | - | - | - | - | - | - | - |
| 1 093 | 1 087 | - | - | - | - | - | - | - |

### Enseignement
La commune héberge une école primaire publique (maternelle et élémentaire) et une école privée (Sainte-Anne). Ces établissements sont placés en zone B, dans l'académie de Rennes.

## Culture locale et patrimoine

### Lieux et monuments
- Église paroissiale Saint-Gonnery (XVIIe siècle, restaurée au XIXe siècle).

Reconstruite à partir de 1883, l'église conserve le transept nord de l'ancien édifice. Elle est dédiée à saint Gonnery qui a vécu au VIe siècle et a choisi la vie d'ermite en se retirant dans la forêt de Branguily.
Maltraité par le seigneur de Noyal, Gonnery répond par la bienveillance et convertit le maître et ses domestiques.
- Canal de Nantes à Brest

Promenade bordée d'arbres et d'un chemin de halage.
- Rigole d'Hilvern (1830-1838).
- La grotte de Lourdes (1930).
- Le calvaire du cimetière (1762) ; la croix semble dater du XVe siècle.
- La croix du bourg.

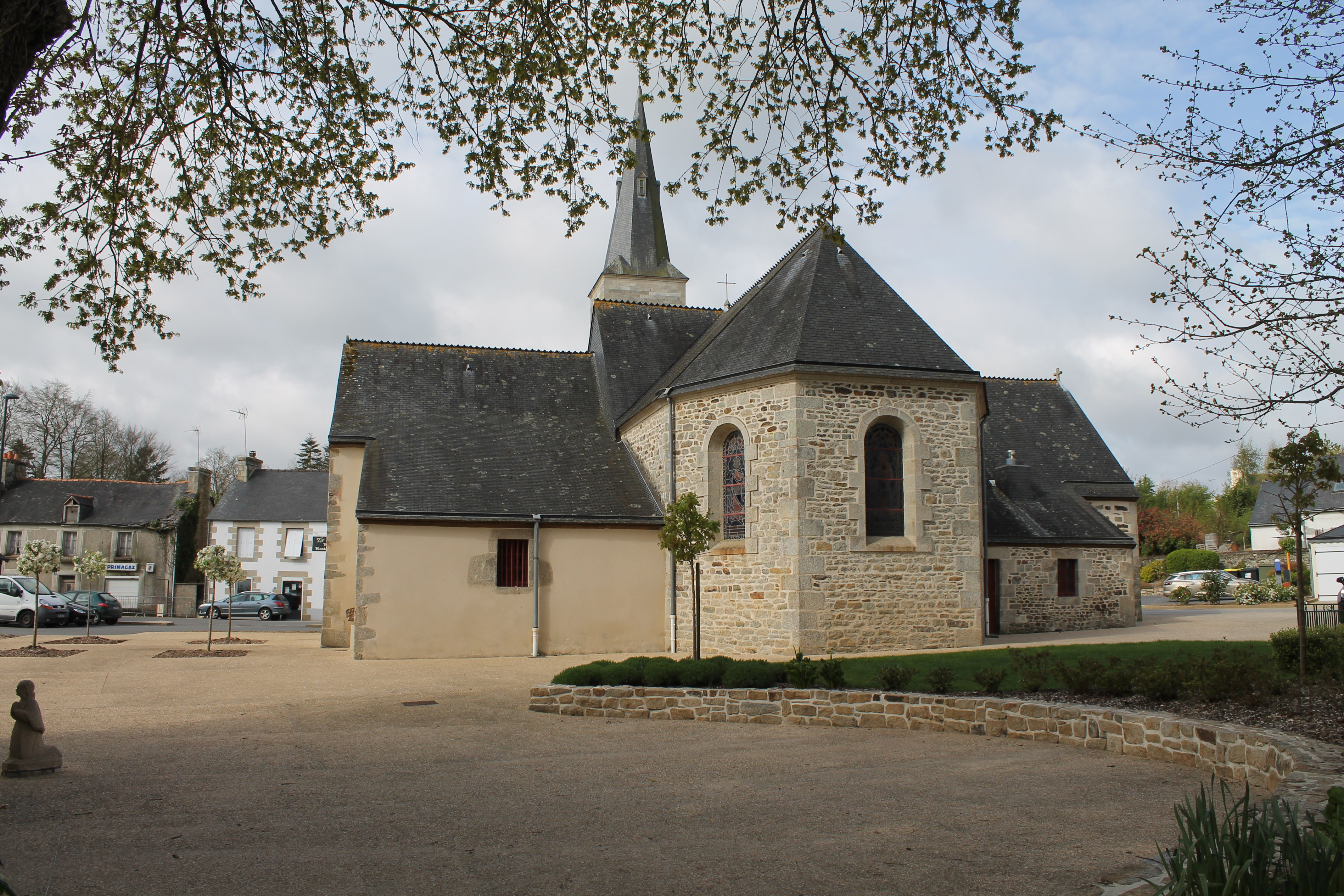
Église.
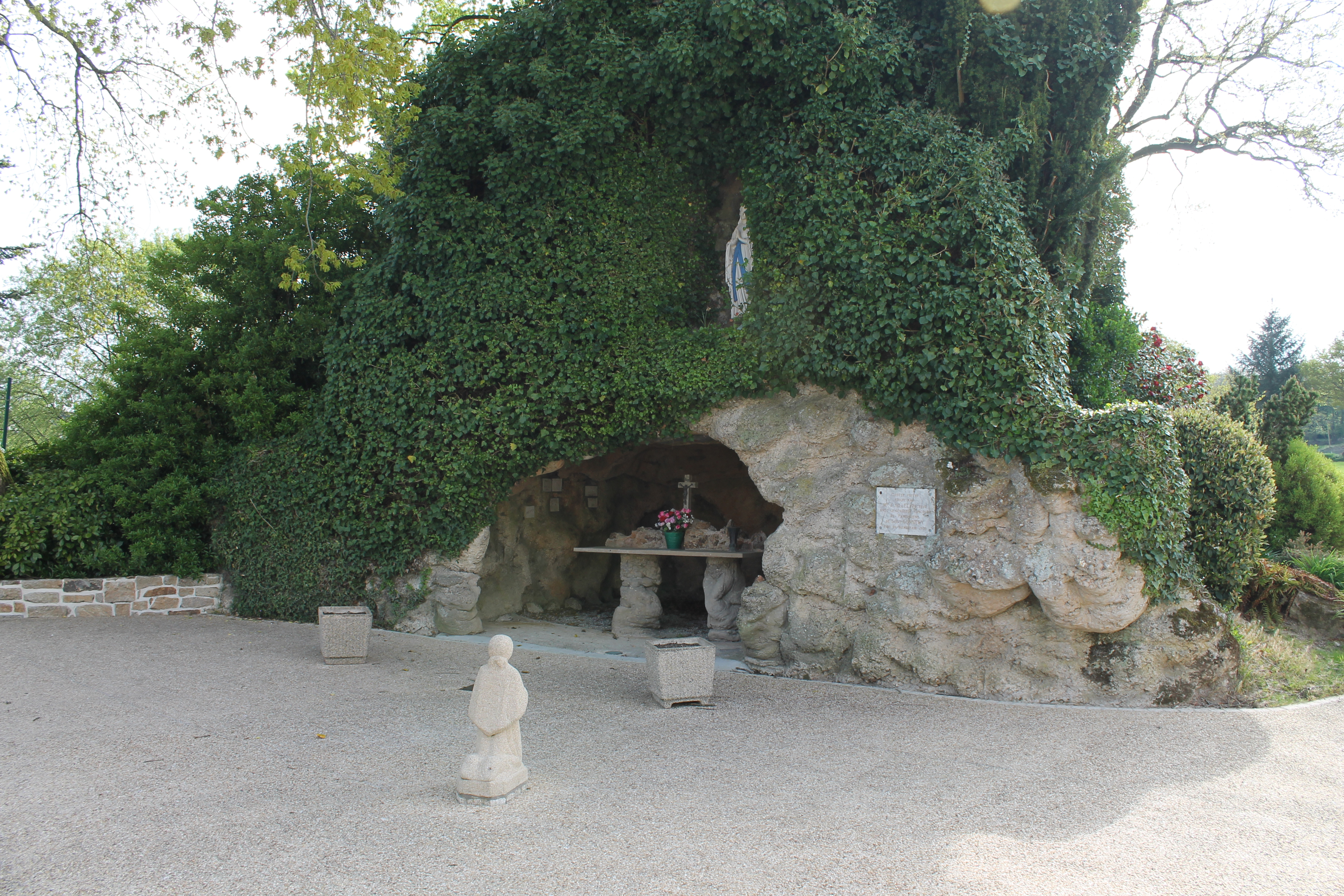
Grotte de Lourdes.
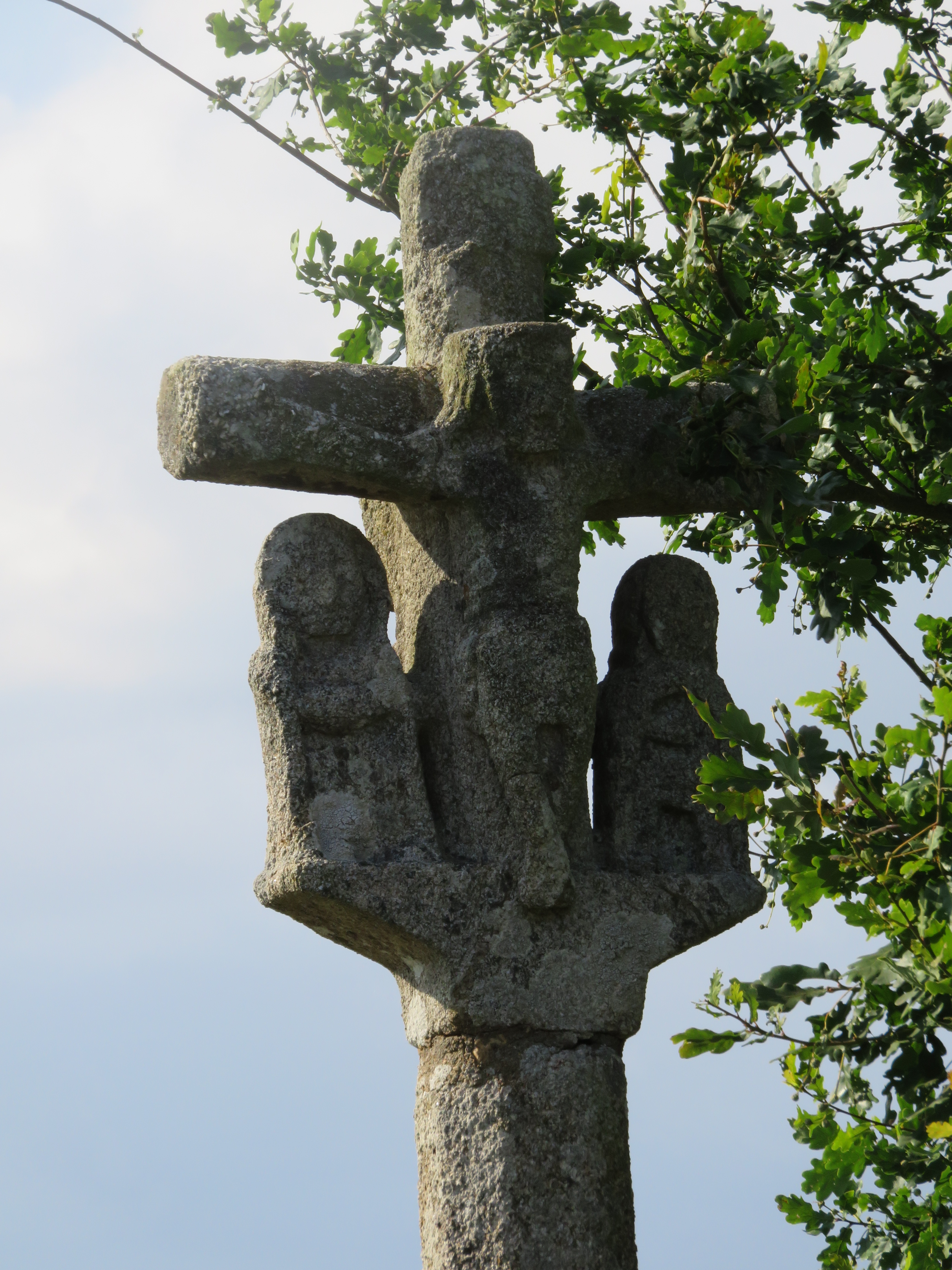
Croix du bourg.

### Personnes liées à la commune
- Saint Gonnery, ermite.
- Jean Le Sénéchal (mort en 1525 pendant la bataille de Pavie), baron de Kercado, propriétaire du manoir du même nom[25].